# Tapan Sinha
Tapan Sinha (hindsky तपन सिन्हा; 2. října 1924 – 15. ledna 2009) byl indický režisér.
Narodil se v Kalkatě v Západním Bengálsku. Svou kariéru zahájil v roce 1946, kdy pracoval jako zvukař v Kalkatě. Roku 1950 odjel do Anglie, kde následující dva roky pracoval v Pinewood Studios. Jakožto režisér natočil filmy v bengálštině, hindštině a urijštině. Režíroval filmy jako Kabuliwala (1957), Louha-Kapat, Sagina Mahato (1970), Apanjan (1968) a Kshudhita Pashan (1960). Soustředil se především na dramatické filmy, ale točil také fantasy filmy.
Oženil se s indickou herečkou Arundhati Devi. Jejich synem je indický vědec, profesor Anindya Sinha. Tapan Sinha zemřel 15. ledna 2009 na zápal plic a sepsi.

## Filmografie
- Ankush (1954)
- Upahaar (1955)
- Tonsil (1956)
- Kabuliwala (1957)
- Lauha Kapat (1958)
- Kala Mati (1958)
- Khaniker Atithi (1959)
- Kshudhita Pashan (1960)
- Jhinder Bandi (1961)
- Hansuli Banker Upakatha (1962)
- Aamar Desh (1962, dokument)
- Nirjan Saikate (1963)
- Jatugriha (1964)
- Arohi (1964)
- Atithi (1965)
- Galpo Holeo Satti (1966)
- Hatey Bazarey (1967)
- Apanjan (1968)
- Sagina Mahato (1970)
- Ekhoni (1971)
- Zindagi Zindagi (1972)
- Aandhar Periye (1973)
- Sagina (1974)
- Raja (1975)
- Harmonium (1976)
- Ek Je Chhilo Desh (1977)
- Safed Haathi (1978)
- Sabuj Dwiper Raja (1979)
- Banchharamer Bagan (1980)
- Adalat o Ekti Meye (1982)
- Aadmi Aur Aurat (1982)
- Manush (1983)
- Didi (1984)
- Baidurya Rahasya (1985)
- Atanka (1986)
- Aaj Ka Robin Hood (1987)
- Ek Doctor Ki Maut (1991)
- Antardhan (1992)
- Wheel Chair (1994)
- Ajana Shatru (1994, dokument)
- Hutumer Naksha (1998)
- Ajab Gayer Ajab Katha (1998)
- Anokha Moti (2000)
- Daughters of This Century (2001)